# Giuseppe Alliegro
Giuseppe Alliegro (Padula, 14 gennaio 1916 – Napoli, 26 ottobre 1987) è stato uno scrittore, poeta, giornalista e avvocato italiano.

## Biografia
Nasce a Padula nel 1916, da Francesco e Maria Luisa Masullo. A 12 anni scrive la sua prima poesia dedicata a sua madre e pubblicata nell'antologia Primavera di bellezza, nel 1933. Negli anni 1928-1935 frequenta il Ginnasio-Liceo classico presso i Benedettini della Badia di Cava dei Tirreni per i quali nutre sincera gratitudine perché “nel cenobio si pensava a studiare e seriamente“. In questi anni compone gli Inni Sacri: L'Ascensione, L'Eucaristia, L'Assunzione, Il papato, I morti, Tutti i Santi.
Laureatosi in giurisprudenza nel 1939, all'Università di Roma, discute col Prof. Arturo Carlo Jemolo, giurista di fama nazionale, una tesi sul Matrimonio concordatario, in netta opposizione alle teorie del regime e “quando maggiormente fervevano le spavalderie mussoliniane sulla difesa della razza“. Nello stesso anno, Alliegro pubblica Colloquio con Cristo, un libro di prose realistiche nella prima parte Constatazione ed ascetiche nella seconda Elevazioni. Dopo pochi mesi, però, il libro viene tolto dalla circolazione perché il capitolo Pazzia male comune è ritenuto non adatto ai tempi.
Durante il ventennio conosce fascisti potenti, accademici come il fondatore del Futurismo, Filippo Tommaso Marinetti; il grecista e letterato Ettore Romagnoli; lo scrittore e regista cinematografico Lucio D’Ambra e politici come Sergio Pannunzio, giurista, filosofo e giornalista; antifascisti come Guido De Ruggiero, docente universitario, ed il medico calabrese Antonino Anile, definito “il poeta di Dio” per i suoi versi pervasi da forti sentimenti religiosi. Conosce anche Alcide De Gasperi.
Sposò Olga Servino di Salerno, dalla quale ebbe due figlie Maria Luisa e Laura.
Dopo la seconda guerra mondiale combattuta tra il 1940 e il 1944 nella Venezia Giulia e nei Balcani, si stabilì per breve tempo a Salerno, ove diresse il primo settimanale politico-satirico Il Don Chisciotte da Salerno, e poi definitivamente a Napoli ricoprendo l’incarico di amministratore dell’Ospedale Pellegrini. Autore floridissimo, scrisse diverse raccolte poetiche Giovinezza canora del 1936 (la sua prima raccolta di versi, nei quali sono evidenti gli influssi leopardiani e pascoliani) e Aria del mio paese del 1959, varie monografie e saggi come I figli del Vesuvio del 1966 e I figli di Partenope del 1973 e, soprattutto, il romanzo psicologico Uno dei tanti: storia di un fascista napoletano del 1983. Da non dimenticare inoltre che a lui va il grande merito di aver realizzato la prima guida storico-artistica della Certosa di Padula, La reggia del silenzio, edita nel 1934, sulla quale si sono formate numerose generazioni di visitatori: lo attestano le tante riedizioni dell'opera, che continua tuttora ad essere letta.

## Opere
- Primavera di bellezza, 1933
- Giuseppe Alliegro, La reggia del silenzio (certosa di San Lorenzo in Padula)., Napoli, Arte, 1º gennaio 1981.
- Giovinezza canora, 1936
- Il libro di Eva, 1938
- Colloquio con Cristo, 1939
- Giuseppe Alliegro, Aria del mio paese. Liriche, 1 ed., Fausto Fiorentino, 1959.
- Giuseppe Alliegro, La reggia del silenzio (certosa di San Lorenzo in Padula).anno=1966, Napoli, Arte.
- Giuseppe Alliegro, I Figli Di Partenope. Divagazioni sulle virtu' dei napoletani.edizione=I ED. edizione[collegamento interrotto], ED. SIRENA, 1973.
- Giuseppe Alliegro, Uno dei tanti storia di un fascista napoletanoanno=1983, Loffredo.

## Giornali
- Il Don Chisciotte (da Salerno), giornale satirico (1944-46)[5]